# چند کیلو خرما برای مراسم تدفین
چند کیلو خرما برای مراسم تدفین فیلمی به کارگردانی سامان سالور، ساختهٔ سال ۱۳۸۴ است. این فیلم سیاه و سفید در سه رشته کاندیدای جشنواره کن شد.

## خلاصه داستان
صدی و یدی، کارگران پمپ بنزینی قدیمی‌اند که از زمان تغییر مسیر جاده اصلی، متروک و بدون استفاده مانده است. یدی که دل در گرو دختری در شهر مجاور دارد، در قبال پرداخت مبلغی به عباس اسماعیلی، پستچی ساده دل منطقه، نامه‌های عاشقانه را به معشقوقه نادیده‌اش می‌رساند. او منتظر بازگشت مالکان پمپ بنزین و دریافت حقوق معوقه‌اش است تا بتواند زندگی مشترکش را آغاز کند، غافل از اینکه پستچی نیز دلباخته دختر است.

## تحلیل
چند کیلو خرما برای مراسم تدفین مورد توجه منتقدان و نشریه‌ها قرار گرفت. راتن تومیتوز امتیاز ۸۵٪ را به این فیلم داد و در بانک اطلاعات اینترنتی فیلم‌ها نیز نمره ۷/۷ را از آن خود کرده‌است. این فیلم در چندین جشنواره معتبر داخلی و خارجی جوایزی را نصیب خود کرد.

## جوایز
- نامزد تندیس زرین بهترین فیلمنامه جشن خانه سینما ۱۳۸۵
- نامزد تندیس زرین بهترین کارگردانی جشن خانه سینما ۱۳۸۵
- جایزه ویژه هیئت داوران، جشنواره فیلم لوکارنو ۲۰۰۶
- بالن طلایی برای بهترین فیلم، جشنواره سه قاره ۲۰۰۶
- جایزه عمومی سینما، جشنواره سه قاره ۲۰۰۶
- نامزد یوزپلنگ طلایی جشنواره فیلم لوکارنو ۲۰۰۶
- جایزه بهترین فیلم جشنواره فیلم ادینبورگ ۲۰۰۶
- راهیابی به جشنواره کن ۲۰۰۶
- جایزه بهترین فیلم جشنواره آبرن فرانسه ۲۰۰۶
- جایزه بهترین فیلمنامه جشنواره آبرن فرانسه ۲۰۰۶
- جایزه بهترین فیلم، جشنواره بین‌المللی فیلم اوبنی ۲۰۰۷
- جایزه بهترین فیلمنامه، جشنواره بین‌المللی فیلم اوبنی ۲۰۰۷
- جایزه بهترین فیلم، جشنواره فیلم آسیایی چشم سوم ۲۰۰۷
- جایزه ویژه هیئت داوران، جشنواره فیلم سیاه ژنو ۲۰۰۷